# Região Metropolitana do Leste do Estado do Maranhão
A Região Metropolitana do Leste Maranhense foi criada em 2016 e abrange 7 municípios: Aldeias Altas, Caxias, Codó, Timon, Parnarama, São João do Sóter e Matões. A Lei Complementar nº 180/2016 elenca áreas como planejamento integrado de desenvolvimento econômico e social, saneamento básico (abastecimento d'água, esgoto sanitário, limpeza pública e gestão de resíduos sólidos), transporte e sistema viário, uso e ocupação do solo, meio ambiente, habitação, entre outras, como de interesse metropolitano.
Trata-se de uma região metropolitana polinucleada
, se aplicarmos a definição de Renata Pessoa, arquiteta e mestra em urbanismo, sobre o campo urbano polinucleado:
"A “região metropolitana polinucleada” é um território urbano que contém uma grupo de cidades, e nenhuma delas é dominante. A origem principal
dessa abordagem foi na Europa, especialmente na Holanda, com o conceito de planejamento do Randstad holandês (CHAMPION, 2001, p.664). O “campo urbano polinucleado” seria uma abordagem inter-regional, que poderia ser exemplificado com “a Região Metropolitana do Vale do Reno-Ruhr alemão, o Randstad holandês, o Diamante Flamengo belga e as áreas menos urbanizadas agora intercaladas entre eles”".
Embora nenhuma das 7 cidades concentre a maioria dos habitantes da região metropolitana, as 3 maiores cidades, segundo o Censo 2022, são Timon (174 465 habitantes) , Caxias (156 970 habitantes)  e Codó (114 275 habitantes) , nessa ordem.
Entretanto, Caxias estabelece-se como uma sede administrativa da região metropolitana, já que sedia a AGEMLESTE, Agência Executiva Metropolitana do Leste do Maranhão, na Rua Benedito Leite, 914, Centro. Os demais municípios da RM Leste são Aldeias Altas com 23 286 habitantes, Parnarama (31 250 habitantes), São João do Sóter (16 889 habitantes) e Matões (32 174 habitantes). Assim, o total de habitantes na região metropolitana é de aproximadamente 549 mil pessoas, semelhante ao quantitativo do município de Florianópolis (SC) ou à população total da província autônoma italiana de Trento
É necessário destacar que Timon já integra um agrupamento metropolitano, a RIDE Teresina. Contudo, Caxias e os demais municípios da RM Leste Maranhense não fazem parte daquele grupo de cidades nucleadas pela capital piauiense. Ainda que a distância entre Codó e Teresina seja grande (171 km), Caxias fica a 71 km de distância da capital da conurbação Teresina/Timon. Essa dupla inserção metropolitana de Timon gera a necessidade de articulação não apenas no  âmbito estadual maranhense, mas também em uma esfera interestadual com o Piauí e a União, especialmente em áreas como infraestrutura, transporte e desenvolvimento social e econômico, dada a forte conurbação e os fluxos populacionais entre a RM Leste e Teresina. A soma das duas aglomerações urbanas (RM Leste e RIDE Teresina), descontando a duplicidade de Timon, é de 1 milhão e 624 mil pessoas (comparável à população da região metropolitana de Ottawa-Gatineau, núcleo urbano com sede na capital canadense), posto que a RIDE Teresina tem 1,249 milhão de habitantes.